# Maxillaria sulfurea
Maxillaria sulfurea är en orkidéart som beskrevs av Rudolf Schlechter. Maxillaria sulfurea ingår i släktet Maxillaria och familjen orkidéer.
Artens utbredningsområde är Colombia. Inga underarter finns listade i Catalogue of Life.